# Heinrich Ernst Göring
Heinrich Ernst Göring (31 de outubro de 1839 - 7 de dezembro de 1913) foi um jurista alemão, diplomata e governador colonial do Sudoeste Africano Alemão. Casado com Franziska Tiefenbrunn, foi pai de cinco filhos, sendo um deles o oficial da Luftwaffe e político da Alemanha Nazi Hermann Göring, e outro Albert Göring, um empresário alemão que ajudou a salvar judeus durante a Segunda Guerra Mundial.[carece de fontes?]